# Raffaella Giordano
Raffaella Giordano (Torino, 20 gennaio 1961) è una danzatrice, coreografa e attrice italiana.

## Biografia
Artista e performer trasversale tra danza e teatro della ricerca contemporanea italiana, inizia a studiare danza nel 1978 con Carla Perrotti e Anna Sagna presso la scuola Bella Hutter di Torino.
Nel 1980 è tra i giovani artisti italiani nella compagnia Teatro e Danza La Fenice di Venezia‚ diretta da Carolyn Carlson. Con Michele Abbondanza‚ Francesca Bertolli‚ Roberto Castello‚ Roberto Cocconi e Giorgio Rossi fonda la Compagnia Sosta Palmizi.
L'anno seguente danza con il Wuppertal Tanztheater diretto da Pina Bausch negli spettacoli: Kontakthof‚ Blaubart, Le Sacre du Printemps.
Danzatrice e coreografa‚ con Sosta Palmizi crea gli spettacoli Il cortile‚ Tufo, Perduti una notte ed è tra i protagonisti della danza contemporanea in Italia.
Firma le coreografie Ssst.... per sette danzatori‚ (coproduzione con Festival Bois de la Bâtie di Ginevra; 1987); Inuit per la compagnia Folkwang Hochschule di Pina Bausch; Il Volto di Aria (1989; 1995).
Coreografa per l'opera Rosamunde al Teatro La Fenice di Venezia‚ regia di Luciano Codignola nel 1988 e nel 1991 per la regia di Armando Pugliese nello spettacolo di prosa La Medea di Portamedina.
Nel 1990 prende parte come danzatrice allo spettacolo Il muro‚ regia di Pippo Delbono (coproduzione Festival Oriente Occidente  e Asti Festival).
Quando la Compagnia Sosta Palmizi si scioglie, Raffaella Giordano fonda e dirige l'Associazione Sosta Palmizi‚ con Giorgio Rossi.
È coreografa e interprete de La notte trasfigurata/Il canto della colomba.
Nel 2000 Premio UBU Speciale «per aver gettato col suo Quore. Per un lavoro in divenire uno sguardo critico sulla realtà e più in generale per il coraggio e l'intensità delle scelte coreografiche da lei operate nel suo teatro−danza al di là della danza.»
Raffaella Giordano svolge da oltre venti anni attività di Formazione in Italia‚ inoltre ha insegnato all'estero, presso la Folkswang Hoch Schule di Essen in Germania‚ al CNDC Angers in Francia. 
Numerosi i suoi interventi in progetti di formazione anche nell'ambito del teatro.
Collabora stabilmente con il Teatro Stabile di Torino e Teatro Dimora Arboreto di Mondaino‚ con la collaborazione dell'Associazione Sosta Palmizi e React! Residenze artistiche creative transdisciplinari con Santarcangelo dei Teatri - Festival Internazionale del Teatro in Piazza e Teatro Petrella di Longiano.
Nel 2014 interpreta Adelaide Antici Leopardi, madre di Giacomo Leopardi, ne Il giovane favoloso, film di Mario Martone.
È la protagonista, nel 2017, del film di Leonardo Di Costanzo L'intrusa, che le fa vincere nel 2018 il Premio Nuovo IMAIE come miglior attrice rivelazione all'interno della manifestazione cinematografica Bifest.
Nel 2025 è la madrina e artista di punta della ventiteeesima edizione del  Kilowatt Festival di Sansepolcro.

## Filmografia
- Il giovane favoloso, regia di Mario Martone (2014)
- L'intrusa, regia di Leonardo Di Costanzo (2017)

## Riconoscimenti
- 2018 – Bif&st[7]
  - Premio Nuovo Imaie come miglior attrice rivelazione.